# Campionati europei di ginnastica artistica femminile 2012 - Volteggio
La finale ad attrezzo al volteggio dei 29° Campionati Europei si è svolta nella Brussels Expo dell'Atomium di Bruxelles, Belgio, il 13 maggio 2012.

## Vincitrici
| Oro                   | Argento                     | Bronzo                      |
| Sandra Izbașa Romania | Oksana Chusovitina Germania | Giulia Steingruber Svizzera |

## Classifica
| Pos.    | Ginnasta           | D. Score     | E. Score     | Penalità     | 1° Parziale  | D. Score     | E. Score     | Penalità     | 2° Parziale  | Totale |
| ------- | ------------------ | ------------ | ------------ | ------------ | ------------ | ------------ | ------------ | ------------ | ------------ | ------ |
| Oro     | Sandra Izbașa      | 6.100        | 8.800        | —            | 14.900       | 5.800        | 9.066        | —            | 14.866       | 14.833 |
| Argento | Oksana Chusovitina | 6.300        | 8.633        | —            | 14.933       | 5.500        | 8.933        | —            | 14.433       | 14.683 |
| Bronzo  | Giulia Steingruber | 6.300        | 8.916        | —            | 15.216       | 5.200        | 8.833        | —            | 14.033       | 14.624 |
| 4       | Valeriia Maksiuta  | 5.800        | 8.900        | —            | 14.700       | 5.900        | 8.400        | —            | 14.300       | 14.500 |
| 5       | Anastasija Grišina | 5.800        | 8.733        | —            | 14.533       | 5.200        | 8.800        | —            | 14.000       | 14.266 |
| 6       | Wyomi Masela       | 5.800        | 8.700        | —            | 14.500       | 5.000        | 8.833        | —            | 13.833       | 14.166 |
| 7       | Erika Fasana       | 5.800        | 8.441        | —            | 14.241       | 5.000        | 8.766        | —            | 13.776       | 14.003 |
| 8       | Dorina Böczögő     | 5.300        | 7.733        | 0.300        | 12.733       | 5.000        | 7.733        | —            | 12.733       | 12.733 |
| Pos.    | Ginnasta           | 1° Rotazione | 1° Rotazione | 1° Rotazione | 1° Rotazione | 2° Rotazione | 2° Rotazione | 2° Rotazione | 2° Rotazione | Totale |